# Paso Cementerio
Paso Cementerio es una localidad uruguaya del departamento de Salto.

## Geografía
La localidad se encuentra situada en la zona centro-oeste del departamento de Salto, próximo a las costas del arroyo Sopas, 3 km al norte de la ruta 31,  con acceso en el km 126.500.

## Población
Según el censo de 2011 la localidad contaba con una población de 88 habitantes.
| 75            | 88 |
| (Fuente: INE) |    |